# Deremius
Deremius es un género de escarabajos de la familia Cerambycidae, que contiene las siguientes especies:
- Deremius fuscotibialis Breuning, 1981
- Deremius leptus Kolbe, 1894
- Deremius matilei Breuning, 1981